# Vườn quốc gia Nahuelbuta
Vườn quốc gia Nahuelbuta (phát âm tiếng Tây Ban Nha: [nawelˈβuta]) là một vườn quốc gia nằm ở Araucanía, trong vùng núi của Dải ven biển Chile. Nó nằm trên phần cao nhất của dãy Cordillera de Nahuelbuta. Được thành lập vào năm 1939, nó có diện tích 68 km² và nằm cách 162 km về phía đông bắc của Temuco. Nahuelbuta trong tiếng Mapuche có nghĩa là "con hổ lớn", là một khu bảo tồn loài Araucaria araucana, với những cây có tuổi thọ lên tới 2.000 năm.

## Động thực vật
Ngoài loài Araucaria araucana (Thông Chile), vườn quốc gia còn là nhà của Nothofagus dombeyi, Nothofagus antarctica, sồi Lenga và nhiều loài hoa Lan.
Về động vật, tại đây có sự xuất hiện của  Báo sư tử, Pudu, Nai Nam Andes và một loài cực kỳ nguy cấp là Cáo Darwin. Trong số các loài chim bao gồm chim gõ kiến Magellan, Scytalopus magellanicus và Scelorchilus rubecula.